# Phó Chủ tịch nước Cộng hòa Dân chủ Nhân dân Triều Tiên
Phó Chủ tịch nước Cộng hòa Dân chủ Nhân dân Triều Tiên (tiếng Hàn: 조선민주주의인민공화국 부주석; Hanja: 朝鮮民主主義人民共和國 副主席) là một chức vụ chính trị ở Cộng hòa Dân chủ Nhân dân Triều Tiên được thành lập vào năm 1972 và bị bãi bỏ sau cái chết của Kim Nhật Thành dưới thời kỳ cầm quyền của Kim Jong-il.
Năm 1972, chính phủ Bắc Triều Tiên đã lập chức danh Chủ tịch nước và Kim Nhật Thành được Hội đồng Nhân dân Tối cao (Quốc hội Bắc Triều Tiên) bầu chọn đảm đương cương vị này vào ngày 28 tháng 12 năm 1972. Chức vụ Phó Chủ tịch nước đều được Hội đồng này bầu ra. Phó Chủ tịch nước đã bị bỏ trống kể từ tháng 10 năm 1997, khi chức Chủ tịch nước được bảo lưu vĩnh viễn dành riêng cho Kim Nhật Thành.

## Danh sách Phó Chủ tịch nước Cộng hòa Dân chủ Nhân dân Triều Tiên
| Phó Chủ tịch nước Cộng hòa Dân chủ Nhân dân Triều Tiên | Phó Chủ tịch nước Cộng hòa Dân chủ Nhân dân Triều Tiên | Phó Chủ tịch nước Cộng hòa Dân chủ Nhân dân Triều Tiên | Phó Chủ tịch nước Cộng hòa Dân chủ Nhân dân Triều Tiên | Phó Chủ tịch nước Cộng hòa Dân chủ Nhân dân Triều Tiên |
| Phó Chủ tịch nước (Sinh–Mất)                           | Phó Chủ tịch nước (Sinh–Mất)                           | Nhiệm kỳ                                               | Nhiệm kỳ                                               | Chủ tịch nước (Nhiệm kỳ)                               |
| Nhiệm kỳ thứ nhất (1972–1977)                          | Nhiệm kỳ thứ nhất (1972–1977)                          | Nhiệm kỳ thứ nhất (1972–1977)                          | Nhiệm kỳ thứ nhất (1972–1977)                          | Nhiệm kỳ thứ nhất (1972–1977)                          |
| ------------------------------------------------------ | ------------------------------------------------------ | ------------------------------------------------------ | ------------------------------------------------------ | ------------------------------------------------------ |
|                                                        | Choe Yong-gon (1900–1976)                              | 28 tháng 12 năm 1972                                   | Tháng 12 năm 1974                                      | Kim Nhật Thành (1972–1994)                             |
|                                                        | Kang Ryang-uk (1902–1983)                              | 28 tháng 12 năm 1972                                   | 15 tháng 12 năm 1977                                   | Kim Nhật Thành (1972–1994)                             |
|                                                        | Kim Tong-gyu (1915–?)                                  | Tháng 11 năm 1974                                      | 15 tháng 12 năm 1977                                   | Kim Nhật Thành (1972–1994)                             |
|                                                        | Kim Il (1902–1984)                                     | 19 tháng 4 năm 1976                                    | 15 tháng 12 năm 1977                                   | Kim Nhật Thành (1972–1994)                             |
| Nhiệm kỳ thứ hai (1977–1982)                           |                                                        |                                                        |                                                        |                                                        |
|                                                        | Kim Il (1902–1984)                                     | 15 tháng 12 năm 1977                                   | 5 tháng 4 năm 1982                                     | Kim Nhật Thành (1972–1994)                             |
|                                                        | Pak Song-chol (1913–2008)                              | 15 tháng 12 năm 1977                                   | 5 tháng 4 năm 1982                                     | Kim Nhật Thành (1972–1994)                             |
|                                                        | Kang Ryang-uk (1902–1984)                              | 15 tháng 12 năm 1977                                   | 5 tháng 4 năm 1982                                     | Kim Nhật Thành (1972–1994)                             |
| Nhiệm kỳ thứ ba (1982–1986)                            |                                                        |                                                        |                                                        |                                                        |
|                                                        | Kim Il (1902–1984)                                     | 5 tháng 4 năm 1982                                     | 25 tháng 1 năm 1984                                    | Kim Nhật Thành (1972–1994)                             |
|                                                        | Pak Song-chol (1913–2008)                              | 5 tháng 4 năm 1982                                     | 29 tháng 12 năm 1986                                   | Kim Nhật Thành (1972–1994)                             |
|                                                        | Kang Ryang-uk (1902–1984)                              | 5 tháng 4 năm 1982                                     | 9 tháng 1 năm 1983                                     | Kim Nhật Thành (1972–1994)                             |
|                                                        | Lim Chum-chu (1912–1988)                               | Tháng 4 năm 1983                                       | 29 tháng 12 năm 1986                                   | Kim Nhật Thành (1972–1994)                             |
|                                                        | Ri Jong-ok (1905–1999)                                 | Tháng 1 năm 1984                                       | 29 tháng 12 năm 1986                                   | Kim Nhật Thành (1972–1994)                             |
| Nhiệm kỳ thứ tư (1986–1990)                            |                                                        |                                                        |                                                        |                                                        |
|                                                        | Pak Song-chol (1913–2008)                              | 29 tháng 12 năm 1986                                   | 24 tháng 5 năm 1990                                    | Kim Nhật Thành (1972–1994)                             |
|                                                        | Lim Chum-chu (1912–1988)                               | 29 tháng 12 năm 1986                                   | 27 tháng 4 năm 1988                                    | Kim Nhật Thành (1972–1994)                             |
|                                                        | Ri Jong-ok (1905–1999)                                 | 29 tháng 12 năm 1986                                   | 24 tháng 5 năm 1990                                    | Kim Nhật Thành (1972–1994)                             |
| Nhiệm kỳ thứ năm (1990–1994)                           |                                                        |                                                        |                                                        |                                                        |
|                                                        | Pak Song-chol (1913–2008)                              | 24 tháng 5 năm 1990                                    | Tháng 10 năm 1997                                      | Kim Nhật Thành (1972–1994)                             |
|                                                        | Ri Jong-ok (1905–1999)                                 | 24 tháng 5 năm 1990                                    | Tháng 10 năm 1997                                      | Kim Nhật Thành (1972–1994)                             |
|                                                        | Kim Yong-ju (1920–2021)                                | 11 tháng 12 năm 1993                                   | Tháng 10 năm 1997                                      | Kim Nhật Thành (1972–1994)                             |
|                                                        | Kim Pyong-sik (1919–1999)                              | 11 tháng 12 năm 1993                                   | Tháng 10 năm 1997                                      | Kim Nhật Thành (1972–1994)                             |
| Chức vụ để trống (1994–1998)                           |                                                        |                                                        |                                                        |                                                        |
|                                                        | Pak Song-chol (1913–2008)                              | 24 tháng 5 năm 1990                                    | Tháng 10 năm 1997                                      | Chức vụ để trống (1994–1998)                           |
|                                                        | Ri Jong-ok (1905–1999)                                 | 24 tháng 5 năm 1990                                    | Tháng 10 năm 1997                                      | Chức vụ để trống (1994–1998)                           |
|                                                        | Kim Yong-ju (1920-2021)                                | 11 tháng 12 năm 1993                                   | Tháng 10 năm 1997                                      | Chức vụ để trống (1994–1998)                           |
|                                                        | Kim Pyong-sik (1919–1999)                              | 11 tháng 12 năm 1993                                   | Tháng 10 năm 1997                                      | Chức vụ để trống (1994–1998)                           |